# Montes Metálicos Occidentales
Los Montes Metálicos Occidentales (en alemán: Westerzgebirge) es una región natural que forma la parte más occidental de los Montes Metálicos en el estado federal alemán de Sajonia. También es parte de la principal unidad de paisaje conocida como las Tierras Altas y Mesetas de Sajonia. Se extiende hacia el este para incluir el valle del Schwarzwasser, y, más abajo de su desembocadura, el del Zwickauer Mulde, e incorpora las partes occidentales de las antiguas unidades principales conocidas como los Montes Metálicos Inferiores y Superiores del Oeste (Unteres und Oberes Westerzgebirge), no. 423, así como las laderas meridionales de los Montes Metálicos (Südabdachung des Erzgebirges), no. 420.
En el sistema de clasificación actual de regiones naturales, los Montes Metálicos Occidentales sólo cubren la parte occidental de la región que tenía el mismo nombre, mientras que la parte oriental de esa región ahora es parte de los Montes Metálicos Centrales.
Las regiones más altas de los Montes Metálicos Occidentales son parte del Parque natural de los Montes Metálicos/Vogtland.

## Geografía
Las montañas occidentales van gradualmente hacia el suroeste, hacia la región "histórica" de Vogtland e incluyen varias de sus aldeas, mientras que el límite oficial con la región natural de Vogtland, que debe definirse claramente, sigue en gran medida la línea divisoria entre los ríos Zwickauer Mulde y, en el extremo sur, el Zwota, con el río Vogtland afluente del río Elster Blanco. En las regiones del este que son el origen del Elster Blanco, los afluentes todavía se consideran como de las Montes Metálicos. El Vysoký kámen (Hoher Stein) cerca de Erlbach es la montaña más meridional de la cordillera de los Montes Metálicos.
Hacia el norte, los Montes Metálicos Occidentales descienden hasta la cuenca de los Montes Mentálicos y la ciudad de Zwickau, mientras que la cordillera continúa hacia el sur, al otro lado de la frontera con la República Checa. La frontera del estado sigue en gran medida la cresta de las montañas, que continúa hacia el sudoeste a ambos lados de la frontera hacia el Elstergebirge y la región natural de Vogtland. La marca Hoher de 805 m de altura, que generalmente se acepta como parte de la cordillera Elstergebirge, porque se encuentra al suroeste de Zwota, pertenece oficialmente a la región natural de los Montes Metálicos Occidentales.
En el sur se encuentra el punto más alto Sajonia, el Auersberg (1019 m NN), al noroeste de Johanngeorgenstadt. Se ignoran los 1043 m de alto del Blatenský vrch (Plattenberg) al sureste de la ciudad y en el otro lado de la frontera internacional.

## Asentamientos
La siguiente lista incluye todas las ciudades y municipios que se encuentran total o parcialmente dentro de los Montes Metálicos Occidentales. Los lugares que pertenecen al histórico Vogtland están marcados con un asterisco (*).
| - Aue (Centro y del oeste) - Auerbach* (solo la mitad sudeste escasamente poblada) - Bad Schlema - Bockau - Breitenbrunn (parte noroeste del municipio) - Crinitzberg - Eibenstock - Ellefeld* (solo el sureste) - Erlbach* (solo la mitad noreste) - Falkenstein* (solo el extremo sureste despoblado) - Grünbach* - Hammerbrücke* - Hartmannsdorf bei Kirchberg - Hartenstein (aparte del este deshabitado y el extremo noroeste) - Hirschfeld - Johanngeorgenstadt - Kirchberg (aparte del extremo suroeste) - Klingenthal* - Langenweißbach - Lauter - Lengenfeld* (solo el extremo nordeste) - Lichtentanne (solo el extremo al sureste) | - Markneukirchen* (solo el extremo noreste deshabitado) - Morgenröthe-Rautenkranz - Neustadt* (solo el sur(este) deshabitado) - Oelsnitz/Erzgeb. (Sólo el sureste) - Rodewisch* (solo el sudeste deshabitado) - Schneeberg - Schöneck* (aparte de una franja estrecha e deshabitado en la ladera occidental) - Schönheide - Schwarzenberg (centro y oeste) - Sosa - Stützengrün - Steinberg* (aparte del noroeste extremo) - Tannenbergsthal* - Werda* (solo la mitad sureste) - Wildenfels (aparte del norte) - Wilkau-Haßlau(solo el extremo sur) - Zschorlau - Zwickau (solo el extremo sur) - Zwota* |

Tras el rediseño de los límites por parte de la Oficina del Estado de Sajonia, partes de Zwickau y Wilkau-Haßlau también se encuentran dentro de los Montes Metálicos Occidentales